# Benešova vila
Benešova vila je letní obytný dům v Sezimově Ústí, který si se svou manželkou nechal postavit druhý československý prezident Edvard Beneš. Vila je chráněna jako kulturní památka ČR a je přístupná veřejnosti.

## Historie
Vilu v Sezimově Ústí, u soutoku Lužnice a Kozského potoka, si nechal postavit Edvard Beneš se svou ženou Hanou v letech 1930–1931. Letní dům podle projektu architekta Petra Kropáčka měl svou nízkou střechou, světlými místnostmi s velkými okny a hladkými zdmi připomínat jihofrancouzské domy. Během následujících několika let byl ještě stavebně upravován, až dostal svou definitivní podobu – byla přidána obloučkovitá lodžie zastiňující terasu, přistavěno křídlo se sallou terrenou, upraven provozní dvůr na reprezentativnější patio s altánem. Po zvolení Edvarda Beneše prezidentem byla postavena na okraji pozemku správní vila pro domovníka a s kanceláří prezidentova tajemníka.
Pro manžele Benešovy vila znamenala skutečný domov, kde odpočívali a scházeli se s přáteli. Mezi nimi byli i nejbližší sousedé – diplomat Ludvík Strimpl s rodinou a známý politik Zdeněk Fierlinger s manželkou Olgou. A také obyvatelé Sezimova Ústí, s nimiž manželé Benešovi také udržovali přátelské styky. Na návštěvu přijížděly také další osobnosti, např. Karel Čapek s Olgou Scheinpflugovou či Jan Masaryk.
Po odchodu Edvarda Beneše do exilu v říjnu 1938 spravoval vilu její správce Jan Krs. Německá moc vilu obsadila v dubnu 1939 a doslova ji vydrancovala, zmizela rozsáhlá sbírka knih, nábytek, umělecká díla i oděvy, které manželé Benešovi neodvezi. Následně sloužila jako velitelství jednotek Wehrmachtu, zařízení pro zraněné vojáky a měla sloužit i v rámci programu Lebensborn. Po konci války se z původního vybavení vily i přes mezinárodní pátrání téměř nic nenašlo. Po únorových událostech roku 1948 se prezident Beneš uchýlil do svého letního sídla v Sezimově Ústí, kde v červnu podal demisi a kde také po zhoršení zdravotního stavu dne 3. září 1948 zemřel.
Po smrti Edvarda Beneše v roce 1948, vilu od jara do podzimu obývala Hana Benešová. Ve své závěti vilu s většinou nábytku odkázala táborskému Muzeu husitského revolučního hnutí, aby v ní vytvořilo důstojný památník jejímu muži. Po její smrti však dům v roce 1975 převzal Okresní národní výbor v Táboře a převedl ho do majetku Úřadu předsednictva vlády ČSSR.
Ten pak vilu používal k rekreacím předních představitelů a za tím účelem také provedl zásadní změny v interiérech. Byly vybourány některé příčky a vila kompletně zařízena novým, tehdy moderním nábytkem.  V letech 2006–2009 pak Úřad vlády ČR nechal provést kompletní rekonstrukci domu, kterému se tak vrátila původní podoba (byl navrácen původní nábytek, vytvořeny kopie některých interiérových prvků apod.). Od roku 2009 byla vila zpřístupněna veřejnosti a to vždy poslední víkend v měsíci od května do října, případně i v jiné dny na která připadala významná výročí. Každý rok si vilu takto prohlédlo několik tisíc lidí.  Počínaje rokem 2018 došlo ve spolupráci s Národním muzeem k rozšíření návštěvních dnů na každý pátek až neděli od dubna do října. Prohlídku bylo nutné předem rezervovat na stránkách národního muzea a byla zdarma. V roce 2023 došlo ke sloučení prohlídek Památníku dr. Edvarda Beneše a Benešovy vily a nyní jsou tak obě části dostupné od jara do podzimu v jednom návštěvnickém okruhu, který je zpoplatněn.
Zřístupněním vily veřejnosti od 1. července 2023 tak došlo k dokončení naplnění vůle a odkazu manželů Benešových. Husitské muzeum v Táboře od roku 2005 provozuje vedle vily v nově postaveném objektu Památník dr. Edvarda Beneše. Vystavený umělecký nábytek a další autentické předměty z mobiliáře vily pocházejí z odkazu Hany Benešové.

Benešova pracovna
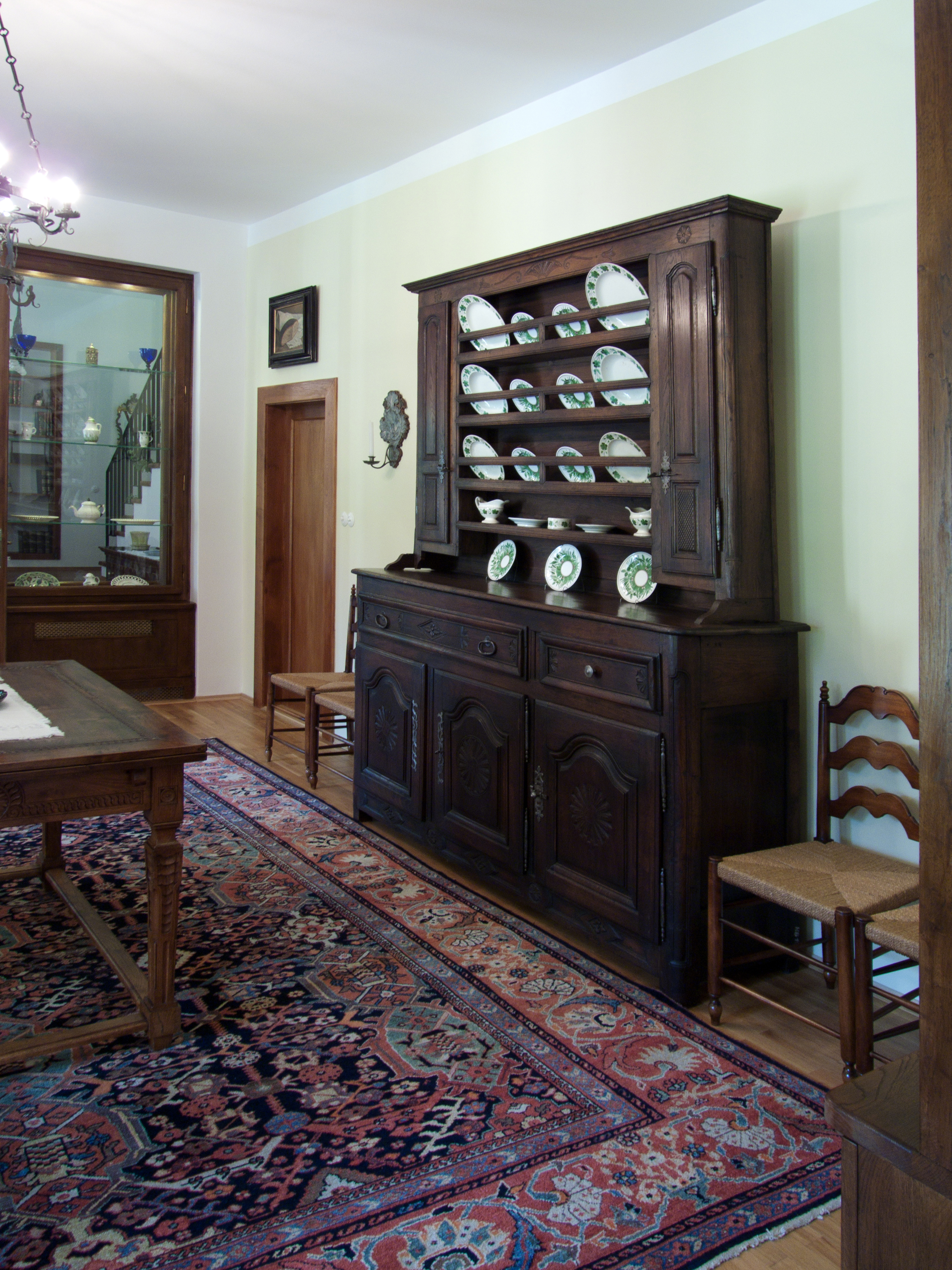
Kredenc s původním jídelním servisem

## Zahrada
Autorem zahradní kompozice je Otokar Fierlinger, jehož bratrem byl Zdeněk Fierlinger. Vychází z anglické krajinářské tradice a kombinuje zeleň s drobnými stavebními prvky jako jsou altány, pergola apod. Zahrada se postupným přikupováním pozemků v 30. letech 20. století zvětšovala, až dosáhla rozlohy cca 10 ha a získala přirozené hranice – na jedné straně Lužnici a Kozský potok, na straně druhé pak Starotáborský les.
Na jihozápadním svahu směrem k Lužnici se rozkládá velké alpinum, chlouba Hany Benešové. Edvard Beneš se zase více věnoval stromům, na péči o ně se podílel spolu se zahradníkem.
V zahradě se nachází i původní tenisový kurt. Vedle něj byl v 70. letech velice necitlivě přistavěn vyhřívaný bazén, který byl v roce 2023 odstraněn. Nechybí ani molo na Kozském potoce.
Zahrada je dnes plotem rozdělena na dvě části a to část s hrobkou, Památníkem manželů Benešových a přístavištěm a část přiléhající k lesu s vilou manželů Benešových, s alpinem paní Hany, či tenisovým kurtem.

## Hrobka

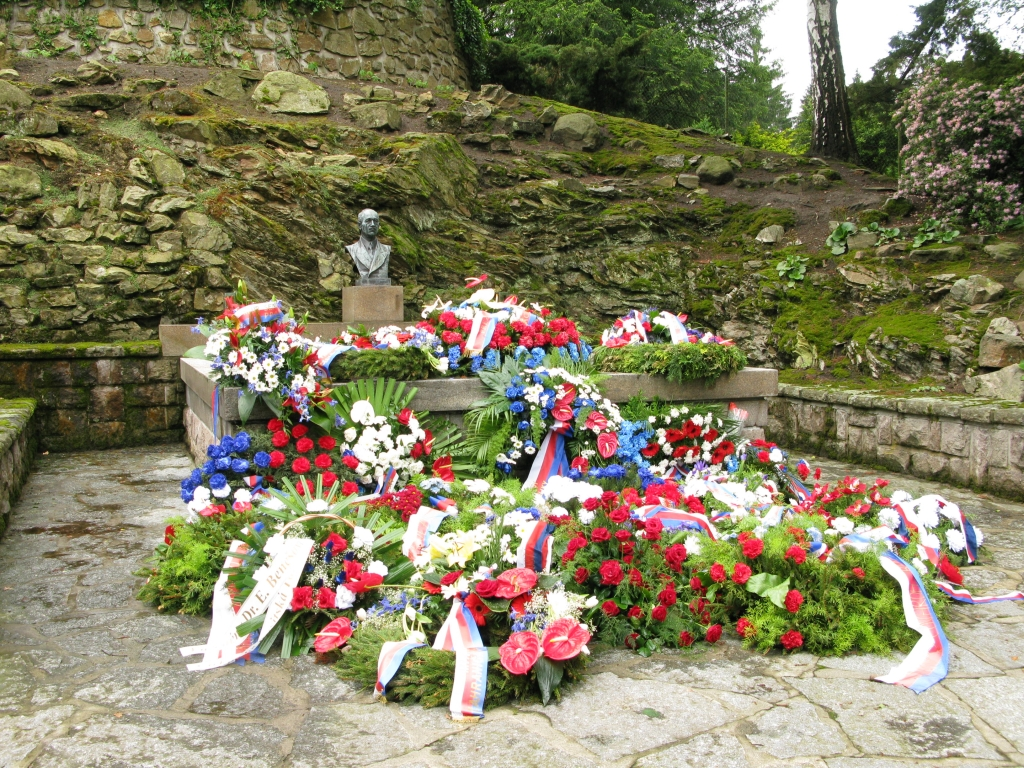
Hrobka E. Beneše

Edvard Beneš si přál být pohřben na pozemku svého domu. Uprostřed malého návrší zvaného Kazatelna, kde podle tradice kázal Mistr Jan Hus, tak byla  po jeho úmrtí během několika dní ve skále postavena hrobka. Jejím architektem byl Pavel Janák. Za života paní Hany byla přístupná veřejnosti, od roku 1975 byla zahrada uzavřena. Opět se otevřela pro veřejnost na jaře roku 1990. Každoročně se 28. května koná u hrobky pietní akt při příležitosti výročí narození Edvarda Beneše.